# 奈良岡功大
奈良岡 功大（ならおか こうだい、2001年6月30日 - ）は、青森県青森市出身の男子バドミントン選手。NTT東日本所属。日本大学卒業。スポンサーはビクター。BWF世界ランキング最高位は2位。2023年世界選手権で準優勝。

## 経歴
2001年（平成13年）に青森県浪岡町（現在の青森市浪岡）に生まれた。浪岡町ではバドミントンが盛んであり、5歳の時にバドミントンを始めた。全国小学生バドミントン選手権大会シングルスでは、4年生から6年生まで3連覇を達成した。青森市立浪岡中学校在学時には全国中学校バドミントン大会シングルスで1年生から3年生まで3連覇を達成した。1年生と3年生時には男子団体でも浪岡中学校が全国優勝している。
バドミントンの強豪校として知られる青森県立浪岡高等学校に進学。2017年（平成29年）には全日本総合バドミントン選手権大会に出場して1回戦を突破したが、16歳4か月という年齢は史上最年少記録である。2018年（平成30年）にはアルゼンチンのブエノスアイレスで開催された第3回ユースオリンピックに出場し、男子シングルスでは日本勢で初めて銅メダルを獲得した。全国高等学校総合体育大会バドミントン競技大会（インターハイ）では1年生と2年生で準優勝に終わっていたが、3年生では3度目の正直で初優勝を飾った。
2020年（令和2年）4月には日本大学スポーツ科学部競技スポーツ学科に進学した。
2023年8月の世界選手権では、準々決勝で石宇奇、準決勝でアンダース・アントンセンをそれぞれストレートで破り決勝に進出。決勝では同世代ライバルのクンラブット・ビチットサーンと1時間46分の長丁場の末に敗れ、準優勝という結果に終わった。
同年11月の中国マスターズでは、決勝で同胞の西本拳太を破って優勝。BWFワールドツアー初タイトル獲得となった。
同年12月14日に、22歳でキャリアハイの世界ランク2位を達成した。

## 成績
世界選手権
- 2023年 男子シングルス 銀メダル

スディルマン杯
- 2023年 混合団体 銅メダル

トマス杯
- 2020年 男子団体 銅メダル
- 2022年 男子団体 銅メダル

アジア選手権
- 2020年 男子団体 銅メダル

ユースオリンピック
- 2018年 男子シングルス 銅メダル
- 2018年 混合団体 銅メダル

世界ジュニア選手権
- 2018年 男子シングルス 銀メダル
- 2016年 混合団体 銅メダル
- 2017年 男子シングルス 銅メダル
- 2017年 混合団体 銅メダル
- 2018年 混合団体 銅メダル

アジアジュニア選手権
- 2017年 混合団体 銅メダル